# Promecidus linearis
Promecidus linearis is een keversoort uit de familie van de boktorren (Cerambycidae). De wetenschappelijke naam werd gepubliceerd in 1758 door Linnaeus in de tiende editie van Systema naturae.